# Mesomelaena
Mesomelaena es un género con cinco especies de plantas herbáceas de la familia de las ciperáceas.

## Taxonomía
El género fue descrito por Christian Gottfried Daniel Nees von Esenbeck y publicado en Plantae Preissianae 2: 88. 1846. La especie tipo es: Mesomelaena stygia (R.Br.) Nees in J.G.C.Lehmann

## Especies aceptadas
A continuación se brinda un listado de las especies del género Mesomelaena aceptadas hasta febrero de 2014, ordenadas alfabéticamente. Para cada una se indica el nombre binomial seguido del autor, abreviado según las convenciones y usos.
- Mesomelaena bicapitata Steud.
- Mesomelaena graciliceps  (C.B.Clarke) K.L.Wilson
- Mesomelaena preissii Nees in J.G.C.Lehmann
- Mesomelaena pseudostygia (Kük.) K.L.Wilson
- Mesomelaena stygia (R.Br.) Nees in J.G.C.Lehmann
- Mesomelaena tetragona (R.Br.) Benth.